# ACID
ACID (от англ. atomicity, consistency, isolation, durability) — набор требований к транзакционной системе, обеспечивающий наиболее надёжную и предсказуемую её работу — атомарность, согласованность, изоляцию, устойчивость; сформулированы в конце 1970-х годов Джимом Греем.
Набор требований считается фактическим стандартом для высоконадёжных систем, прежде всего, реляционных СУБД, при этом с середины 2000-х годов для построения распределённых СУБД предполагается отказ от части требований ACID (для обоснования чего используются теорема CAP, теорема PACELC) или снижение строгости требований (BASE).

## Атомарность
Атомарность гарантирует, что никакая транзакция не будет зафиксирована в системе частично. Будут либо выполнены все её подоперации, либо не выполнено ни одной. Поскольку на практике невозможно одновременно и атомарно выполнить всю последовательность операций внутри транзакции, вводится понятие «отката» (rollback): если транзакцию не удаётся полностью завершить, результаты всех её до сих пор произведённых действий будут отменены и система вернётся во «внешне исходное» состояние — со стороны будет казаться, что транзакции и не было (естественно, счётчики, индексы и другие внутренние структуры могут измениться, но, если СУБД запрограммирована без ошибок, это не повлияет на внешнее её поведение).

## Согласованность
Транзакция, достигающая своего нормального завершения (англ. end of transaction, EOT) и тем самым фиксирующая свои результаты, сохраняет согласованность базы данных. Другими словами, каждая успешная транзакция по определению фиксирует только допустимые результаты. Это условие является необходимым для поддержки четвёртого свойства. Например, успешная транзакция, которая нарушает ограничения типа данных, или другие ограничения (not null, unique, foreign key, ..) не может быть успешно выполнена. 

## Изоляция
Во время выполнения транзакции параллельные транзакции не должны оказывать влияния на её результат. Изолированность — требование дорогое, поэтому в реальных базах данных существуют режимы, не полностью изолирующие транзакцию (уровни изолированности, допускающие фантомное чтение и ниже).

## Устойчивость
Независимо от проблем на нижних уровнях (к примеру, обесточивание системы или сбои в оборудовании) изменения, сделанные успешно завершённой транзакцией, должны остаться сохранёнными после возвращения системы в работу. Другими словами, если пользователь получил подтверждение от системы, что транзакция выполнена, он может быть уверен, что сделанные им изменения не будут отменены из-за какого-либо сбоя.